# Jana Rabasová
Jana Rabasová (Praga, Checoslovaquia, 22 de julio de 1933 - 2008) fue una gimnasta artística checoslovaca, medallista olímpica de bronce en Helsinki 1952 en el concurso por equipos.

## Carrera deportiva
En las Olimpiadas de Helsinki 1952 logra el bronce junto con su equipo, quedando en el podio tras las soviéticas y húngaras, y siendo sus compañeras de equipo: Hana Bobková, Alena Chadimová, Alena Reichová, Matylda Šínová, Božena Srncová, Věra Vančurová y Eva Věchtová.